# Somatogyrus amnicoloides
Somatogyrus amnicoloides är en snäckart som beskrevs av Walker 1915. Somatogyrus amnicoloides ingår i släktet Somatogyrus och familjen tusensnäckor. IUCN kategoriserar arten globalt som utdöd. Inga underarter finns listade i Catalogue of Life.